# Wij Vrouwen Eisen
Wij Vrouwen Eisen (WVE) (es: Exigencias de las mujeres) fue un grupo de acción feminista que tenía por objetivo cambiar la legislación holandesa sobre el aborto en los años setenta y ochenta del siglo XX. Wij Vrouwen Eisen formó parte del movimiento de liberación de las mujeres.

## Origen

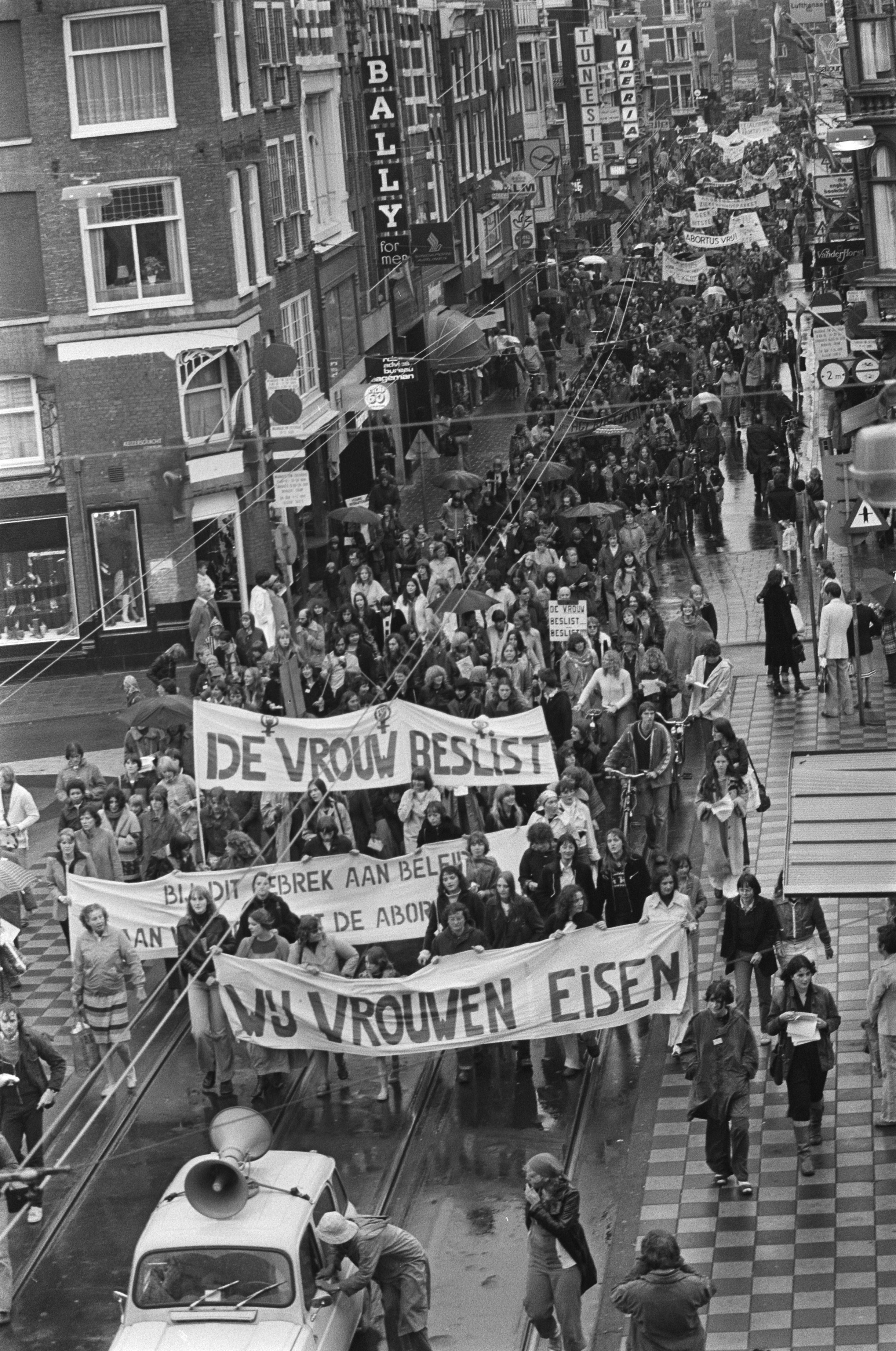
Wij Vrouwen Eisen, marcha en Ámsterdam el 10 de septiembre de 1977.

Wij Vrouwen Eisen fue fundada en 1974 en Utrecht por, entre otros, Selma Leydesdorff, Marjan Sax y Ria Sikkes . El grupo tenía muchos miembros de otros grupos activistas como Dolle Mina, la Sociedad Hombre Mujer, las Mujeres Rojas en el PvdA, el Partido Socialista Pacifista, el Movimiento de Mujeres Holandesas y Vrouwenbond NVV .
Incluyó muchos comités locales y un comité nacional compuesto por las iniciadoras. El grupo de acción cooperó mucho con otros grupos de acción en los Países Bajos y las clínicas de aborto existentes (fundadas por Stimezo ). A nivel internacional, WVE estaba afiliada a la Campaña Internacional de Anticoncepción, Aborto y Esterilización (ICASC).

## Reivindicaciones
Wij Vrouwen Eisen reivindicaba incorporar a la legislación holandesa sobre el aborto: (1) aborto en el Código Penal, (2) aborto en el seguro médico, (3) la mujer decide. Estos tres requisitos se convirtieron en un punto de referencia para la evaluación de todas las propuestas legislativas posteriores. En particular, 'la mujer decide' se convirtió en un eslogan importante en las manifestaciones contra la legislación sobre el aborto.
Se organizaron muchas manifestaciones, campañas de firmas y campañas de tarjetas para reforzar estas demandas. Gracias al enfoque orientado a objetivos, WVE logró el apoyo de numerosos miembros y organizaciones y, por lo tanto, ejerció mucha presión sobre los cuerpos políticos.
En abril de 1981, una gran manifestación de WVE en el Binnenhof por la legalización del aborto fue disuelta por la policía especial antidisturbios porque las activistas impidieron una reunión de la Cámara de Representantes. 